# Stenopsyche sauteri
Stenopsyche sauteri är en nattsländeart som beskrevs av Georg Ulmer 1907. Stenopsyche sauteri ingår i släktet Stenopsyche och familjen Stenopsychidae. Inga underarter finns listade i Catalogue of Life.